# Dmitri Soloviov (patinador)
Dmitri Vladímirovich Soloviov –en ruso, Дмитрий Владимирович Соловьёв– (Moscú, URSS, 18 de julio de 1989) es un deportista ruso que compite en patinaje artístico, en la modalidad de danza sobre hielo.
Participó en tres Juegos Olímpicos de Invierno, entre los años 2010 y 2018, obteniendo dos medallas, oro en Sochi 2014 y plata en Pyeongchang 2018, ambas en la prueba por equipo.
Ganó una medalla de bronce en el Campeonato Mundial de Patinaje Artístico sobre Hielo de 2013 y seis medalla en el Campeonato Europeo de Patinaje Artístico sobre Hielo entre los años  2011 y 2018.

## Palmarés internacional
| Juegos Olímpicos   | Juegos Olímpicos            | Juegos Olímpicos  | Juegos Olímpicos  |
| Año                | Lugar                       | Medalla           | Prueba            |
| ------------------ | --------------------------- | ----------------- | ----------------- |
| 2014               | Sochi (Rusia)               | Medalla de oro    | Equipo            |
| 2018               | Pyeongchang (Corea del Sur) | Medalla de plata  | Equipo            |
| Campeonato Mundial |                             |                   |                   |
| Año                | Lugar                       | Medalla           | Categoría         |
| 2013               | Londres (Reino Unido)       | Medalla de bronce | Danza sobre hielo |
| Campeonato Europeo |                             |                   |                   |
| Año                | Lugar                       | Medalla           | Categoría         |
| 2011               | Berna (Suiza)               | Medalla de plata  | Danza sobre hielo |
| 2012               | Sheffield (Reino Unido)     | Medalla de plata  | Danza sobre hielo |
| 2013               | Zagreb (Croacia)            | Medalla de oro    | Danza sobre hielo |
| 2016               | Bratislava (Eslovaquia)     | Medalla de bronce | Danza sobre hielo |
| 2017               | Ostrava (República Checa)   | Medalla de bronce | Danza sobre hielo |
| 2018               | Moscú (Rusia)               | Medalla de plata  | Danza sobre hielo |